# Плакун-трава
Плакун-трава — зілля, що народилося зі сліз Богородиці, і тому вона «всім травам мати». Копали її на Купала без будь-яких залізних приладів і нею проганяли нечисту силу, навіть ту, яка охороняє скарби. Викопавши плакун-траву з коренем, дивилися на схід і замовляли: «Плакун, плакун! Плакав ти довго і багато, а виплакав мало. Нехай не котяться твої сльози у чистім полі, не розноситься твоє виття по синьому морі. Будь ти страхітливим злим бісам, напівбісам, старим відьмам київським. А не дадуть тобі покорища, втопи їх в сльозах; а як утечуть від твого позорища, замкни в ямі пекельній. Будь моє слово міцне і крепке. Вік віком!» Потім слід було почепити замовлений корінь на шию на червоній нитці й носити цілий рік.

## Джерело
- Войтович Валерій Миколайович Українська міфологія. — К.: Либідь, 2002. — 664 с.: іл.; Українська міфологія. — Вид. 3-є. — Рівне: Видавець В. Войтович, 2012. — 681 с.: іл.